# Regueifa (canto)
La regueifa es un canto o cantiga entre dos o más personas que siguen un mismo cantar o sonido durante el tiempo que dura una disputa sobre un tema determinado.
De origen gallego-portugués, puede tener parecido con el rap actual o con los tensones medievales, pero las regueifas son más populares.
Los temas de las regueifas son muy variados, pero siempre con un toque de humor que las hace aptas y amenas para todos los públicos.
Este tipo de versos a varias voces se puede escuchar en Galicia y Portugal, pero dentro de estas hay zonas donde se estila más como, en la Costa de la Muerte, situada por la zona de La Coruña, y en la zona de La Raya (frontera entre Galicia y Portugal). 
Tradiciones similares son las glosas mallorquinas, las jotas de picadillo en Aragón y los cantares de desafío en Brasil y en Colombia (repentistas). En Argentina y en Uruguay hay un desafío entre payadores, pero la temática de estos últimos es más poética y más seria. 
- Datos: Q579955